# Suares
Suares ist eine von drei Parroquias in der Gemeinde Bimenes der autonomen Region Asturien in Spanien.

## Geographie
Die Parroquia hat 269 Einwohner (2011) und eine Grundfläche von 5,34 km². Sie liegt auf 460 msnm. Martimporra, ist der Verwaltungssitz der Gemeinde, und liegt 4 km entfernt. 

### Verkehrsanbindung
- Nächster internationaler Flugplatz:  Flughafen Asturias.
- Haltestellen der FEVE oder ALSA sind in jedem Ort.
- Eisenbahnanbindung an das Netz der Renfe in Martimporra

## Klima
Angenehm milde Sommer mit ebenfalls milden, selten strengen Wintern. 

## Dörfer und Weiler in der Parroquia
- Argamoso (L'Argamusu) - 1 Einwohner 2011
- Baragaña (La Bargaña) - 10 Einwohner 2011 43° 20′ 2″ N, 5° 35′ 19″ W
- Canales (Los Canales) - unbewohnt 2011
- Casa del Monte (La Casa'l Monte) - 25 Einwohner 2011
- Casa del Río (La Casa'l Río) - 13 Einwohner 2011
- Castañera - 2 Einwohner 2011 43° 20′ 23″ N, 5° 35′ 34″ W
- Cueto de Suares (Los Cuitos) - 13 Einwohner 2011
- Estación (La Estación) - 1 Einwohner 2011
- Fadiello (El Faidiillu) - 11 Einwohner 2011
- La Cantera - 11 Einwohner 2011
- La Cruz - 9 Einwohner 2011
- Las Cabañas (Les Cabañes) - 17 Einwohner 2011 43° 20′ 29″ N, 5° 35′ 34″ W
- Las Cruces (Les Cruces) - 11 Einwohner 2011
- Llantada (La Llantá) - unbewohnt 2011
- Riega la Tobe - 3 Einwohner 2011
- Suares - 108 Einwohner 2011 43° 20′ 19″ N, 5° 35′ 7″ W
- Texuca (La Texuca) - 34 Einwohner 2011 43° 20′ 51″ N, 5° 35′ 33″ W

## Sehenswürdigkeiten
- Kirche Santa María de Suares